# Campeonato Africano das Nações de 2012
O Campeonato Africano das Nações de 2012 (português angolano), Taça de África das Nações de 2012 (português europeu) ou Campeonato Africano das Nações de 2012 (português brasileiro), oficialmente Orange Africa Cup of Nations por motivos de patrocínio, foi a 28ª edição do campeonato de futebol entre seleções nacionais da África, sob a égide da CAF. O torneio foi co-organizado pelo Gabão e pela Guiné Equatorial. Os dois países ganharam o direito de sediar o torneio depois de superarem as candidaturas da Nigéria, Angola e a Líbia. Propostas de Moçambique, Namíbia, Zimbábue e Senegal foram rejeitadas. Pela primeira vez na história da CAF, as sedes de três torneios consecutivos foram escolhidos ao mesmo tempo; Angola foi escolhida para sediar a edição de 2010, o Gabão e a Guiné Equatorial ganharam a candidatura para o evento de 2012 e a Líbia foi escolhida para sediar o evento de 2013. A Nigéria foi escolhida como sede-reserva, na eventualidade de um dos países escolhidos não tiver possibilidades de organizar a competição. A seleção da Zâmbia se sagrou campeã ao vencer na final a Costa do Marfim.

## Lista de candidaturas
Cinco países participaram da lista de possíveis anfitriões do torneio, incluindo uma candidatura conjunta.
- Angola
- Gabão /  Guiné Equatorial
- Líbia
- Nigéria (anfitriões de reservas)

## Qualificação
A 3 de Setembro de 2010 iniciou-se o processo de qualificação. No final, as 14 equipes foram classificadas para o torneio no Gabão e Guiné Equatorial.

### Equipes qualificadas

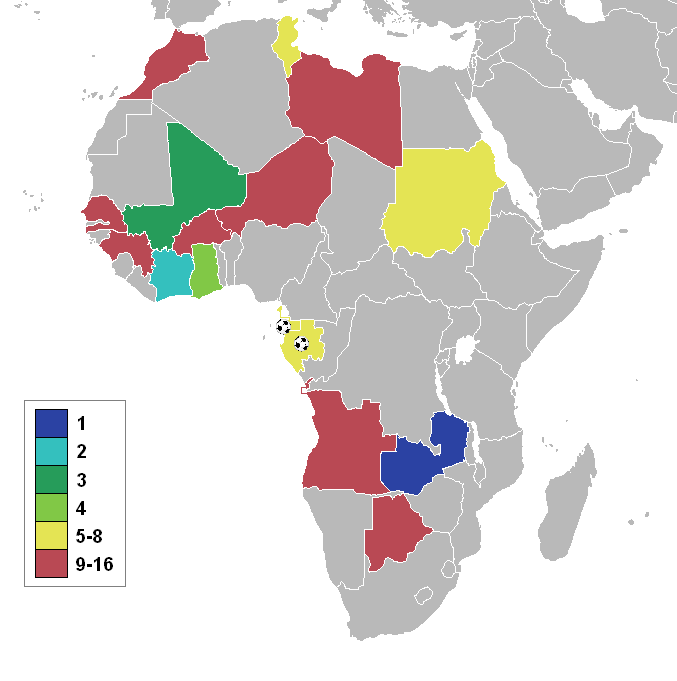
Mapa da África identificando os países qualificados.

| País             | Qualificado como           | Qualificado em         | Participações anteriores                                                                                         |
| ---------------- | -------------------------- | ---------------------- | --- |
| Gabão            | Anfitrião                  | 29 de Julho de 2007    | 4 (1994, 1996, 2000, 2010)                                                                                       |
| Guiné Equatorial | Anfitrião                  | 25 de Julho de 2007    | 0 (Estreante) |
| Botsuana         | Vencedor do Grupo K        | 26 de Março de 2011    | 0 (Estreante) |
| Costa do Marfim  | Vencedor do Grupo H        | 05 de Junho de 2011    | 18 (1965, 1968, 1970, 1974, 1980, 1984, 1986, 1988, 1990, 19921, 1994, 1996, 1998, 2000, 2002, 2006, 2008, 2010) |
| Burkina Faso     | Vencedor do Grupo F        | 03 de Setembro de 2011 | 7 (1978, 1996, 1998, 2000, 2002, 2004, 2010)                                                                     |
| Senegal          | Vencedor do Grupo E        | 03 de Setembro de 2011 | 11 (1965, 1968, 1986, 1990, 1992, 1994, 2000, 2002, 2004, 2006, 2008)                                            |
| Gana             | Vencedor do Grupo I        | 08 de Outubro de 2011  | 17 (19631, 19651, 1968, 1970, 19781, 1980, 19821, 1984, 1992, 1994, 1996, 1998, 2000, 2002, 2006, 2008, 2010)    |
| Guiné            | Vencedor do Grupo B        | 08 de Outubro de 2011  | 10 (1970, 1974, 1976, 1980, 1984, 1994, 1998, 2004, 2006, 2008)                                                  |
| Zâmbia           | Vencedor do Grupo C        | 08 de Outubro de 2011  | 14 (1974, 1978, 1982, 1986, 1990, 1992, 1994, 1996, 1998, 2000, 2002, 2006, 2008, 2010)                          |
| Líbia            | Melhor segundo colocado    | 08 de Outubro de 2011  | 2 (1982, 2006)                                                                                                   |
| Angola           | Vencedor do Grupo J        | 08 de Outubro de 2011  | 5 (1996, 1998, 2006, 2008, 2010)                                                                                 |
| Tunísia          | 2º colocado do Grupo K     | 08 de Outubro de 2011  | 14 (1962, 1965, 1978, 1982, 1994, 1996, 1998, 2000, 2002, 20041, 2006, 2008, 2010)                               |
| Mali             | Vencedor do Grupo A        | 08 de Outubro de 2011  | 6 (1972, 1994, 2002, 2004, 2008, 2010)                                                                           |
| Níger            | Vencedor do Grupo G        | 08 de Outubro de 2011  | 0 (Estreante) |
| Marrocos         | Vencedor do Grupo D        | 09 de Outubro de 2011  | 13 (1972, 19761, 1978, 1980, 1986, 1988, 1992, 1998, 2000, 2002, 2004, 2006, 2008)                               |
| Sudão            | 2º Melhor segundo colocado | 09 de Outubro de 2011  | 7 (1957, 1959, 1963, 19701, 1972, 1976, 2008)                                                                    |

1 Negrito indica o campeão no ano.

## Seleções banidas

### Suspensão da Equipe do Togo
O Togo havia sido banido dos Campeonatos de Nações Africanas de 2012 e 2013 pela CAF, após  taça de 2010 o ônibus da equipe ser alvejado por balas e a equipe consequentemente ter desistido da disputa. O Togo apelou ao Tribunal Arbitral do Esporte, com a mediação de Sepp Blatter  presidente da FIFA e a suspensão foi posteriormente retirada com efeito imediato em 14 de Maio de 2010, após uma reunião do Comitê Executivo da CAF. Assim o Togo está livre para jogar no Campeonato das Nações Africanas de 2012 e 2013.

### Suspensão da Federação Nigeriana de Futebol
Em 30 de Junho de 2011, depois da participação no Copa do Mundo FIFA de 2010, os integrantes da seleção da Nigéria foram punidos pelo Presidente do próprio país, Goodluck Jonathan com uma suspensão de dois anos devido a péssima campanha. Assim, a Nigéria não participaria das eliminatórias para a Campeonato Africano das Nações de 2012, e por isso do respetivo torneio. No entanto, em 05 de julho, o governo nigeriano retirou a proibição depois que a FIFA ameaçou impor sanções mais duras internacionalmente como resultado da interferência do governo. A Seleção da Nigéria participa normalmente da fase de qualificação para a Campeonato Africano das Nações de 2012, como previsto.

## Sedes oficiais
O jogo de abertura, uma semifinal e o jogo de decisão do terceiro lugar serão realizados na Guiné Equatorial, enquanto que os jogos da outra semifinal e da final serão no Gabão.
| Libreville          | Franceville            | Bata               | Malabo             |
| ------------------- | ---------------------- | ------------------ | ------------------ |
| Estádio de Angondjé | Estádio de Franceville | Estádio de Bata    | Estádio de Malabo  |
|                     |                        |                    |                    |
| Capacidade: 40 000  | Capacidade: 22 000     | Capacidade: 35 700 | Capacidade: 15 250 |

## Equipe de arbitragem
Foram escolhidos 18 árbitros e 21 árbitros auxiliares para o torneio:
| - SEY Eddy Maillet - MRI Rajindraparsad Seechurn - SUD Khalid Abdel Rahman - RSA Daniel Bennett - ALG Mohamed Benouza | - SEN Badara Diatta - MLI Koman Coulibaly - GAM Bakary Papa Gassama - CMR Neant Alioum - MAR Bouchaib El Ahrach | - CIV Noumandiez Doué - MRT Aly Lemghaifry - TUN Slim Jedidi - ALG Djamel Haimoudi | - GAB Eric Otogo-Castane - ZAM Janny Sikazwe - MAD Hamada Nampiandraza - EGY Ghead Grisha |

## Sorteio
O sorteio para a fase final foi realizado no dia 29 de outubro de 2011 em Malabo, Guiné Equatorial. O sorteio definiu os quatro grupos de quatro países. Os dois melhores equipes de cada grupo se classificam para as quartas de final com os vencedores avançando para a semifinal e final, eventualmente.
Os dois países sedes foram automaticamente colocados no pote 1. Os potes com as outras equipes foram separados de acordo com os resultados dos torneios anteriores, ou seja, as edições 2006, 2008 e 2010. O seguinte sistema de pontos foi adotado para a classificação dos torneios anteriores.
| Classificação              | Pontos ganhos |
| -------------------------- | ------------- |
| Campeão                    | 7             |
| Vice-campeão               | 5             |
| Semi-finalistas            | 3             |
| Quartas de finais          | 2             |
| Eliminado na primeira fase | 1             |

Além disso, um coeficiente de ponderação de pontos, será dado a cada uma das três últimas edições do Campeonato Africano das Nações da seguinte forma:
- Edição 2010: pontos serão multiplicados por 3
- Edição 2008: pontos serão multiplicados por 2
- Edição 2006: pontos serão multiplicados por 1

As equipes foram divididas em quatro potes com base no ranking. Cada grupo irá conter uma equipe de cada pote.
| Pote 1 | Pote 2                                                             | Pote 3                                                                     | Pote 4                                                          |
| --- | ------------------------------------------------------------------ | -------------------------------------------------------------------------- | --------------------------------------------------------------- |
| Guiné Equatorial (previamente classificado como A1) · Gabão (previamente classificado como C1) · Gana (22 pts) · Costa do Marfim (17 pts) | Angola (11 pts) · Tunísia (9 pts) · Zâmbia (9 pts) · Guiné (6 pts) | Mali (5 pts) · Senegal (5 pts) · Marrocos (3 pts) · Burquina Fasso (3 pts) | Sudão (2 pts) · Líbia (1 pt) · Botswana (0 pts) · Níger (0 pts) |

## Mascote
O mascote para a Campeonato Africano das Nações de 2012 foi apresentado em 16 de Setembro de 2011, numa cerimônia em Libreville, Gabão. O mascote, chamado Gaguie, é um gorila vestido com as cores das equipes nacionais de Gabão e Guiné Equatorial.

## Fase de grupos
Grupos A e B jogarão na Guiné Equatorial, enquanto os Grupos C e D jogarão no Gabão.
Todos os horários são do fuso UTC+1

### Grupo A
| Equipe           | Pts | J | V | E | D | GP | GC | SD |
| ---------------- | --- | - | - | - | - | -- | -- | -- |
| Zâmbia           | 7   | 3 | 2 | 1 | 0 | 5  | 3  | +2 |
| Guiné Equatorial | 6   | 3 | 2 | 0 | 1 | 3  | 2  | +1 |
| Líbia            | 4   | 3 | 1 | 1 | 1 | 4  | 4  | 0  |
| Senegal          | 0   | 3 | 0 | 0 | 3 | 3  | 6  | -3 |

| 21 de Janeiro de 2012 | Guiné Equatorial | 1 – 0     | Líbia | Estádio de Bata, Bata                        |
| 19:30                 | Balboa 86'       | Relatório |       | Público: 35 000 Árbitro: CIV Noumandiez Doué |

| 21 de Janeiro de 2012 | Senegal    | 1 – 2     | Zâmbia                  | Estádio de Bata, Bata                     |
| 22:00                 | N'Doye 74' | Relatório | Mayuka 12' · Kalaba 20' | Público: 17 500 Árbitro: CMR Neant Alioum |

| 25 de Janeiro de 2012 | Líbia        | 2 – 2     | Zâmbia                      | Estádio de Bata, Bata                       |
| 18:15                 | Saad 5', 47' | Relatório | Mayuka 29' · C. Katongo 54' | Público: 1 500 Árbitro: MLI Koman Coulibaly |

| 25 de Janeiro de 2012 | Guiné Equatorial       | 2 – 1     | Senegal | Estádio de Bata, Bata                            |
| 21:15                 | Randy 62' · Kily 90+4' | Relatório | Sow 89' | Público: 35 000 Árbitro: SUD Khalid Abdel Rahman |

| 29 de Janeiro de 2012 | Guiné Equatorial | 0 – 1     | Zâmbia         | Estádio de Malabo, Malabo                    |
| 19:00                 |                  | Relatório | C. Katongo 68' | Público: 44 000 Árbitro: ALG Mohamed Benouza |

| 29 de Janeiro de 2012 | Líbia            | 2 – 1     | Senegal        | Estádio de Bata, Bata                                |
| 19:00                 | Boussefi 5', 84' | Relatório | D. N'Diaye 11' | Público: 10 000 Árbitro: MRI Seechurn Rajindraparsad |

### Grupo B
| Equipe          | Pts | J | V | E | D | GP | GC | SD |
| --------------- | --- | - | - | - | - | -- | -- | -- |
| Costa do Marfim | 9   | 3 | 3 | 0 | 0 | 5  | 0  | +5 |
| Sudão           | 4   | 3 | 1 | 1 | 1 | 4  | 4  | 0  |
| Angola          | 4   | 3 | 1 | 1 | 1 | 4  | 5  | -1 |
| Burquina Fasso  | 0   | 3 | 0 | 0 | 3 | 2  | 6  | -4 |

| 22 de Janeiro de 2012 | Costa do Marfim | 1 – 0     | Sudão | Estádio de Malabo, Malabo                           |
| 17:00                 | Drogba 39'      | Relatório |       | Público: 5 000 Árbitro: MRI Rajindraparsad Seechurn |

| 22 de Janeiro de 2012 | Burquina Fasso | 1 – 2     | Angola                   | Estádio de Malabo, Malabo                    |
| 20:00                 | A. Traoré 57'  | Relatório | Mateus 47' · Manucho 68' | Público: 17 000 Árbitro: ALG Mohamed Benouza |

| 26 de Janeiro de 2012 | Sudão           | 2 – 2     | Angola                | Estádio de Malabo, Malabo                  |
| 17:00                 | Bashir 33', 74' | Relatório | Manucho 5', 50' (pen) | Público: 2 500 Árbitro: MRT Lemghaifry Ali |

| 26 de Janeiro de 2012 | Costa do Marfim               | 2 – 0     | Burquina Fasso | Estádio de Malabo, Malabo                |
| 20:00                 | Kalou 17' · B. Koné 82' (g.c) | Relatório |                | Público: 4 000 Árbitro: EGY Ghead Grisha |

| 30 de Janeiro de 2012 | Costa do Marfim      | 2 – 0     | Angola | Estádio de Bata, Bata                   |
| 19:00                 | Eboué 33' · Bony 65' | Relatório |        | Público: 1 500 Árbitro: TUN Slim Jedidi |

| 30 de Janeiro de 2012 | Sudão             | 2 – 1     | Burquina Fasso  | Estádio de Malabo, Malabo                    |
| 19:00                 | Mudather 33', 80' | Relatório | Ouédraogo 90+7' | Público: 132 Árbitro: GAB Eric Otogo-Castane |

### Grupo C
| Equipe   | Pts | J | V | E | D | GP | GC | SD |
| -------- | --- | - | - | - | - | -- | -- | -- |
| Gabão    | 9   | 3 | 3 | 0 | 0 | 6  | 2  | +4 |
| Tunísia  | 6   | 3 | 2 | 0 | 1 | 4  | 3  | +1 |
| Marrocos | 3   | 3 | 1 | 0 | 2 | 4  | 5  | –1 |
| Níger    | 0   | 3 | 0 | 0 | 3 | 1  | 5  | –4 |

| 23 de Janeiro de 2012 | Gabão                        | 2 – 0     | Níger | Estádio de Angondjé, Libreville           |
| 17:00                 | Aubameyang 31' · N'Guéma 45' | Relatório |       | Público: 38 000 Árbitro: SEY Eddy Maillet |

| 23 de Janeiro de 2012 | Marrocos   | 1 – 2     | Tunísia                | Estádio de Angondjé, Libreville             |
| 20:00                 | Kharja 86' | Relatório | Korbi 36' · Msakni 76' | Público: 18 000 Árbitro: RSA Daniel Bennett |

| 27 de Janeiro de 2012 | Níger       | 1 – 2     | Tunísia               | Estádio de Angondjé, Libreville            |
| 17:00                 | N'Gounou 8' | Relatório | Msakni 3' · Jemâa 89' | Público: 20 000 Árbitro: ZAM Janny Sikazwe |

| 27 de Janeiro de 2012 | Gabão                                          | 3 – 2     | Marrocos                | Estádio de Angondjé, Libreville                  |
| 20:00                 | Aubameyang 77' · Cousin 80' · Mbanangoyé 90+7' | Relatório | Kharja 25', 90+1' (pen) | Público: 35 000 Árbitro: GAM Bakary Papa Gassama |

| 31 de Janeiro de 2012 | Gabão          | 1 – 0     | Tunísia | Estádio de Franceville, Franceville          |
| 19:00                 | Aubameyang 62' | Relatório |         | Público: 22 000 Árbitro: CIV Noumandiez Doué |

| 31 de Janeiro de 2012 | Níger | 0 – 1     | Marrocos     | Estádio de Angondjé, Libreville                 |
| 19:00                 |       | Relatório | Belhanda 79' | Público: 4 000 Árbitro: MAD Hamada Nampiandraza |

### Grupo D
| Equipe   | Pts | J | V | E | D | GP | GC | SD |
| -------- | --- | - | - | - | - | -- | -- | -- |
| Gana     | 7   | 3 | 2 | 1 | 0 | 4  | 1  | +3 |
| Mali     | 6   | 3 | 2 | 0 | 1 | 3  | 3  | 0  |
| Guiné    | 4   | 3 | 1 | 1 | 1 | 7  | 3  | +4 |
| Botsuana | 0   | 3 | 0 | 0 | 3 | 2  | 9  | –7 |

| 24 de Janeiro de 2012 | Gana            | 1 – 0     | Botsuana | Estádio de Franceville, Franceville       |
| 17:00                 | John Mensah 25' | Relatório |          | Público: 5 000 Árbitro: SEN Badara Diatta |

| 24 de Janeiro de 2012 | Mali          | 1 – 0 | Guiné | Estádio de Franceville, Franceville      |
| 20:00                 | B. Traoré 30' |       |       | Público: 10 000 Árbitro: TUN Slim Jedidi |

| 28 de Janeiro de 2012 | Botswana             | 1 – 6     | Guiné                                                                               | Estádio de Franceville, Franceville            |
| 17:00                 | Selolwane 22' (pen.) | Relatório | S. Diallo 14', 25' · A. R. Camara 42' · Traoré 45+1' · M. Bah 82' · I. Bangoura 85' | Público: 4 000 Árbitro: MAR Bouchaib El Ahrach |

| 28 de Janeiro de 2012 | Gana                   | 2 – 0     | Mali | Estádio de Franceville, Franceville         |
| 20:00                 | Gyan 63' · A. Ayew 76' | Relatório |      | Público: 7 000 Árbitro: ALG Djamel Haimoudi |

| 1 de Fevereiro de 2012 | Gana              | 1 – 1     | Guiné              | Estádio de Angondjé, Libreville |
| 19:00                  | Agyemang-Badu 28' | Relatório | A. R. Camara 45+2' | Árbitro: RSA Daniel Bennett     |

| 1 de Fevereiro de 2012 | Botswana  | 1 – 2     | Mali                           | Estádio de Franceville, Franceville |
| 19:00                  | Ngele 51' | Relatório | Dembélé 56' · Seydou Keita 75' | Árbitro: SUD Khalid Abdel Rahman    |

## Fase final
|  | Quartas de final             | Quartas de final            |                              |       | Semifinais     | Semifinais     |  |  | Final                    | Final |
|  |                              |                             |                              |       |                |                |  |  |                          |       |
|  | 4 de fevereiro – Bata        |                             |                              |       |                |                |  |  |                          |       |
|  |                              |                             |                              |       |                |                |  |  |                          |       |
|  | Zâmbia                       | 3                           |                              |       |                |                |  |  |                          |       |
|  | Zâmbia                       | 3                           | 8 de fevereiro – Bata        |       |                |                |  |  |                          |       |
|  | Sudão                        | 0                           |                              |       |                |                |  |  |                          |       |
|  | Sudão                        | 0                           | Zâmbia                       | 1     |                |                |  |  |                          |       |
|  | 5 de fevereiro – Libreville  |                             | Zâmbia                       | 1     |                |                |  |  |                          |       |
|  |                              | Gana                        | 0                            |       |                |                |  |  |                          |       |
|  | Gana (pro)                   | Gana                        | 0                            | 2     |                |                |  |  |                          |       |
|  | Gana (pro)                   |                             | 12 de fevereiro – Libreville | 2     |                |                |  |  |                          |       |
|  | Tunísia                      | 1                           |                              |       |                |                |  |  |                          |       |
|  | Tunísia                      | 1                           | Zâmbia                       | 0 (8) |                |                |  |  |                          |       |
|  | 4 de fevereiro – Malabo      |                             | Zâmbia                       | 0 (8) |                |                |  |  |                          |       |
|  |                              | Costa do Marfim             | 0 (7)                        |       |                |                |  |  |                          |       |
|  | Costa do Marfim              | Costa do Marfim             | 0 (7)                        | 3     |                |                |  |  |                          |       |
|  | Costa do Marfim              | 8 de fevereiro – Libreville |                              | 3     |                |                |  |  |                          |       |
|  | Guiné Equatorial             | 0                           |                              |       |                |                |  |  |                          |       |
|  | Guiné Equatorial             | 0                           | Costa do Marfim              | 1     | Terceiro lugar | Terceiro lugar |  |  |                          |       |
|  | 5 de fevereiro – Franceville |                             | Costa do Marfim              | 1     | Terceiro lugar | Terceiro lugar |  |  |                          |       |
|  |                              | Mali                        | 0                            |       |                |                |  |  |                          |       |
|  | Gabão                        | Mali                        | 0                            | 1 (4) | Gana           | 0              |  |  |                          |       |
|  | Gabão                        |                             |                              | 1 (4) | Gana           | 0              |  |  |                          |       |
|  | Mali (pen)                   | 1 (5)                       |                              | Mali  | 2              |                |  |  |                          |       |
|  | Mali (pen)                   | 1 (5)                       |                              |       | 2              |                |  |  |                          |       |
|  |                              |                             |                              |       |                |                |  |  | 11 de fevereiro – Malabo |       |
|  |                              |                             |                              |       |                |                |  |  |                          |       |

### Quartas de final
| 4 de Fevereiro de 2012 | Zâmbia                                    | 3 – 0     | Sudão | Estádio de Bata, Bata                         |
| 17:00                  | Sunzu 14' · C. Katongo 66' · Chamanga 86' | Relatório |       | Público: 200 Árbitro: GAM Bakary Papa Gassama |

| 4 de Fevereiro de 2012 | Costa do Marfim                  | 3 – 0     | Guiné Equatorial | Estádio de Malabo, Malabo                  |
| 20:00                  | Drogba 36', 69' · Yaya Touré 81' | Relatório |                  | Público: 12 500 Árbitro: SEY Eddy Maillett |

| 5 de Fevereiro de 2012 | Gabão          | 1 – 1 (pro) | Mali        | Estádio de Angondjé, Libreville              |
| 17:00                  | Mouloungui 55' | Relatório   | Diabaté 83' | Público: 30 000 Árbitro: ALG Djamel Haimoudi |

|                                             |       | Penalidades                            |  |
| Poko Mbanangoyé Mouloungui Aubameyang Manga | 4 – 5 | Diabaté Yatabaré Kanté B. Traoré Keita |  |

| 5 de Fevereiro de 2012 | Gana                           | 2 – 1 (pro) | Tunísia     | Estádio de Franceville, Franceville      |
| 20:00                  | John Mensah 10' · A. Ayew 101' | Relatório   | Khelifa 42' | Público: 8 000 Árbitro: CMR Neant Alioum |

### Semifinais
| 8 de Fevereiro de 2012 | Zâmbia     | 1 – 0     | Gana | Estádio de Bata, Bata        |
| 17:00                  | Mayuka 78' | Relatório |      | Árbitro: ALG Mohamed Benouza |

| 8 de Fevereiro de 2012 | Costa do Marfim | 1 – 0     | Mali | Estádio de Angondjé, Libreville |
| 20:00                  | Gervinho 45'    | Relatório |      | Árbitro: RSA Daniel Bennett     |

### Disputa do 3º lugar
| 11 de Fevereiro de 2012 | Gana | 0 – 2     | Mali             | Estádio de Malabo, Malabo |
| 20:00                   |      | Relatório | Diabaté 23', 80' | Árbitro: EGY Ghead Grisha |

### Final
| 12 de Fevereiro de 2012 | Zâmbia | 0 – 0 (pro) | Costa do Marfim | Estádio de Angondjé, Libreville |
| 20:00                   |        | Relatório   |                 | Árbitro: SEN Badara Diatta      |

|                                                                       |       | Penalidades                                                     |  |
| C. Katongo Mayuka Chansa F. Katongo Mweene Sinkala Lungu Kalaba Sunzu | 8 – 7 | Tioté Bony Bamba Gradel Drogba Tiéné Ya Konan K. Touré Gervinho |  |

## Artilheiros
Em negrito os jogadores que ainda estão em competição.
3 Gols
| - ANG Manucho - CIV Didier Drogba - GAB Pierre-Emerick Aubameyang | - MAR Houssine Kharja - MLI Cheick Diabaté | - ZAM Christopher Katongo - ZAM Emmanuel Mayuka |

2 Gols
| - GHA John Mensah - GHA André Ayew - GUI Sadio Diallo - GUI Abdoul Camara | - LBY Ahmed Saad Osman - LBY Ihaab Boussefi - SUD Mohamed Ahmed Bashir | - SUD Mudather El Tahir - TUN Youssef Msakni |

1 Gol
| - ANG Mateus - BOT Dipsy Selolwane - BOT Mogakolodi Ngele - BFA Alain Traoré - BFA Issiaka Ouédraogo - CIV Emmanuel Eboué - CIV Salomon Kalou - CIV Wilfried Bony - CIV Yaya Touré - EQG Javier Balboa - EQG Kily - EQG Randy | - GAB Daniel Cousin - GAB Bruno Zita Mbanangoyé - GAB Stéphane N'Guéma - GHA Asamoah Gyan - GHA Emmanuel Agyemang-Badu - GUI Mamadou Bah - GUI Ismaël Bangoura - GUI Ibrahima Traoré - MLI Bakaye Traoré - MLI Garra Dembélé - MLI Seydou Keita | - MAR Younès Belhanda - NIG William N'Gounou - SEN Dame N'Doye - SEN Deme N'Diaye - SEN Moussa Sow - TUN Issam Jemâa - TUN Khaled Korbi - TUN Saber Khelifa - ZAM Rainford Kalaba - ZAM Stophira Sunzu - ZAM James Chamanga |

Gol Contra
- BFA Bakary Koné (para a  Costa do Marfim)

## Estatísticas
| #                               | Equipe           | Pts | J | V | E | D | GM | GS | DG |
| ------------------------------- | ---------------- | --- | - | - | - | - | -- | -- | -- |
| 1                               | Zâmbia           | 14  | 6 | 4 | 2 | 0 | 9  | 3  | +6 |
| 2                               | Costa do Marfim  | 16  | 6 | 5 | 1 | 0 | 9  | 0  | +9 |
| 3                               | Mali             | 10  | 6 | 3 | 1 | 2 | 6  | 5  | +1 |
| 4                               | Gana             | 10  | 6 | 3 | 1 | 2 | 6  | 5  | +1 |
| Eliminados nos Quartos de Final |                  |     |   |   |   |   |    |    |    |
| 5                               | Gabão            | 10  | 4 | 3 | 1 | 0 | 7  | 3  | +4 |
| 6                               | Tunísia          | 6   | 4 | 2 | 0 | 2 | 5  | 5  | 0  |
| 7                               | Guiné Equatorial | 6   | 4 | 2 | 0 | 2 | 3  | 5  | -2 |
| 8                               | Sudão            | 4   | 4 | 1 | 1 | 2 | 4  | 7  | -3 |
| Eliminados na Fase de Grupos    |                  |     |   |   |   |   |    |    |    |
| 9                               | Guiné            | 4   | 3 | 1 | 1 | 1 | 7  | 3  | +4 |
| 10                              | Líbia            | 4   | 3 | 1 | 1 | 1 | 4  | 4  | 0  |
| 11                              | Angola           | 4   | 3 | 1 | 1 | 1 | 4  | 5  | -1 |
| 12                              | Marrocos         | 3   | 3 | 1 | 0 | 2 | 4  | 5  | -1 |
| 13                              | Senegal          | 0   | 3 | 0 | 0 | 3 | 3  | 6  | -3 |
| 14                              | Burquina Fasso   | 0   | 3 | 0 | 0 | 3 | 2  | 6  | -4 |
| 15                              | Níger            | 0   | 3 | 0 | 0 | 3 | 1  | 5  | -4 |
| 16                              | Botsuana         | 0   | 3 | 0 | 0 | 3 | 2  | 9  | -7 |

## Transmissão
- Brasil - A edição de 2012 foi transmitida por ESPN Brasil, ESPN e Esporte Interativo [16]
- Portugal - A edição de 2012 foi transmitida por Eurosport.